# Piranha II: The Spawning
Piranha 2: The Spawning (br: Piranha 2: Assassinas Voadoras) é um filme de terror estadunidense de 1981. Dirigido por James Cameron, é a sequência do filme Piranha de 1978. 

## Sinopse
Turistas de uma ilha são surpreendidos por uma inevitável invasão de piranhas voadoras e carniceiras.

## Elenco
- Tricia O'Neil - Anne Kimbrough
- Steve Marachuk - Tyler Sherman
- Lance Henriksen - Steve Kimbrough
- Ricky Paull Goldin - Chris Kimbrough
- Ted Richert - Raoul, Hotel Manager
- Leslie Graves - Allison Dumont
- Ancil Gloudon - Gabby
- Carole Davis - Jai

## Recepção
Alguns críticos chamaram o filme de "abjeto", outros opinaram que "as piranhas...parecem ter sido vendidas em saldo em uma loja de piadas" e que se assemelhava a um "hadoque com dentaduras". De acordo com Tim Healey do The World's Worst Movies (Piores Filmes do Mundo) de 1986, o filme é "um forte candidato...para lista de perus de terror de ninguém de todos os tempos". O filme tem um índice de aproveitamento de 7% no Rotten Tomatoes, baseado em 14 avaliações.
James Cameron se refere a The Terminator como seu primeiro longa-metragem, apesar do fato de que ela foi feito em 1984, três anos após Piranha II: The Spawning. No entanto, Cameron reconheceu em uma entrevista ao programa 60 Minutes, em 2010, com o entrevistador Morley Safer, referindo-se a Piranha II como "o melhor filme de piranhas voadoras já feito".

## Prêmios e indicações

### Indicações
Fantasporto
- Melhor filme: 1983[5]